# Monsters: Dark Continent
Monsters: Dark Continent ist ein Science-Fiction-Drama aus dem Jahr 2014. Er ist die Fortsetzung von Monsters aus dem Jahr 2010.

## Handlung
Zehn Jahre nach den Ereignissen des vorherigen Films sind im Nahen Osten identische außerirdische Lebensformen aufgetaucht wie jene, die in der mexikanisch-amerikanischen Grenzregion anstrandeten. Die US-Army-Soldaten und Freunde aus Detroit Michael, Frankie, Inkelaar und der gerade erst zum Vater gewordene Williams erhalten ihre erste Mission im Nahen Osten. Sie treffen ihre Teamleiter, Forrest und Frater. Frater, der bereits neun Einsatzmissionen hinter sich hat, hat sich von seiner Frau und seiner Tochter entfremdet, da er der Meinung ist, sie hätten Angst vor ihm. Bei ihrer ersten Mission untersuchen sie ein Bauernhaus und verhören den Besitzer. Während der Begegnung wandert eine der gigantischen Kreaturen an der Gruppe vorbei und sie schießen sie nieder. Nach drei Monaten Patrouille erhält das Team eine Such- und Rettungsmission für vier Soldaten, die in einem besonders aktiven Gebiet verschwunden sind.
Während der Fahrt trifft der Konvoi des Teams ein verstecktes IED, das beide Fahrzeuge durch eine Explosion zerstört. Forrest und zwei weitere Kameraden fallen der Explosion zum Opfer. Williams, der durch die Explosion die Orientierung verliert, verirrt zu einem anderen IED, das kurz darauf explodiert und er daher seine Beine verliert. Die Gruppe wird dann von Aufständischen unter Beschuss genommen. Inkelaar bringt Williams zwar aus der Schussbahn, allerdings schafft er es nicht, seinen Zustand zu stabilisieren, weswegen er verstirbt. Die vier Überlebenden setzen ihren Weg zu Fuß weiter. Nachdem Inkelaar einen anderen Unterschlupf gefunden und sich von dem, was passiert ist, erholt hat, wird er von einem Scharfschützen getötet, während Frankie verwundet wird. Eine Gruppe von Aufständischen umzingelt die anderen der Gruppe und zwingt sie unter Androhung von Waffengewalt zur Aufgabe. Frater gibt das Kommando zur Kapitulation und sie werden gefangen genommen. Michael und Frater werden gefesselt und müssen zusehen, wie Frankie vor ihnen verblutet. In der Nacht fällt eine der außerirdischen Kreaturen über das Lager her. Dies nutzt Frater um eine der Wachen zu entwaffnen und zu töten. Er kann die anderen befreien und die Flucht gelingt auf Motorrädern. Sie sind weiterhin fest dazu entschlossen, ihre Mission zu beenden.
Nachdem den Motorrädern das Benzin ausgegangen ist, begeben sie sich weiter nach Osten, bis sie auf einen zerstörten Schulbus stoßen. Als Frater nach Wasser sucht, trifft Michael auf einen noch lebenden Jungen. Sie diskutieren kurz darüber, was sie mit dem Jungen tun sollen. Plötzlich erscheinen Einheimische, die die Soldaten mit Wasser und Vorräten versorgen. Sie wollen sich dafür erkenntlich zeigen, dass sie den Jungen gerettet haben. Michael erkundet mit Ara die nähere Umgebung und sie werden Zeuge, wie eine der Kreaturen leuchtende Sporen durch die nächtliche Wüste um sie herum verbreitet. Derweil besucht Frater den Jungen, den sie retten konnten, erfährt aber, dass dieser seinen Verletzungen erlegen sei. Erst Michael kann ihn wieder dazu bringen, an die Mission zu denken und diese auszuführen. Die beiden fahren weiter nach Osten zu einer Siedlung, an dieser die US-Army erwartet wurde. Dort entdecken sie jedoch, dass die Soldaten, die sie retten sollten, alle vor ihrer Ankunft getötet wurden. Frater gerät in Gedenken an die Verluste und der schlussendlich Sinnlosigkeit ihrer Mission in Rage und tötet einen der Dorfbewohner. Michael ist gezwungen, ihn anzuschießen, um ihn davon abzuhalten, den Rest der Familie zu töten.
Heftige Erschütterungen veranlassen Frater, das Dorf zu verlassen, während Michael ihm zu ihrem Extraktionspunkt folgt. Als eine riesige Kreatur vor ihnen aus dem Sand auftaucht, bricht Frater zusammen und stirbt an seiner Verletzung. Der Evakuierungshubschrauber kommt herein und holt Michael ab, der schweigend zusieht, wie der Bildschirm schwarz wird.

## Hintergrund

### Produktion
Der Film ist der erste Spielfilm, bei dem Green Regie führte, der zuvor bei Episoden der Fernsehsendung Misfits von Channel 4 Regie geführt hatte. Green schrieb das Drehbuch gemeinsam mit Jay Basu. Beide hatten bei der Gestaltung freie Hand, was das Filmgenre angehe. Bedingung war lediglich, dass Monster drin vorkommen mussten. Inspiriert von der Militärpräsenz im ersten Film beschlossen die beiden, einen Kriegsfilm zu drehen, der sich mit dem befasste, was Green als „gesellschaftlich relevante Themen“ bezeichnete. Gareth Edwards fungierte als ausführender Produzent des Films, aber die Produktion des Films lief gleichzeitig mit Edwards’ eigenem Godzilla, daher konnte er nicht viel zum eigentlichen Film beitragen.

### Veröffentlichung
Vertigo Films präsentierte den Film erstmalig am 9. Oktober 2014 auf dem London Film Festival. Ursprünglich sollte der Film am 28. November 2014 in den britischen Vertrieb gehen, verzögerte sich allerdings, sodass als Vertriebsstart der 27. Februar 2015 ins Auge gefasst wurde. Letztendlich startete der Film am 17. April 2015 in den USA und am 1. Mai 2015 im Vereinigten Königreich. In Deutschland startete der Film am 26. August 2015 bei Universum Film in den Videoverleih.

## Rezeption
„Sequel zum Independent-Film „Monsters“ (2010), in der die titelgebenden Ungeheuer weitgehend in den Hintergrund verschoben sind. Stattdessen müht sich der Film an einem kritisch gemeinten, aber oberflächlichen Kommentar zur US-Kriegspolitik ab und huldigt soldatischem Macho-Geist.“

„Krauser Mix aus Kriegsdrama und Monsterfilm.“

Während Cinema den Vorgänger von Gareth Edwards als „sensible Meditation über das Fremde und ein lyrischer Actionfilm aus dem Grenzgebiet von Realität und Traum“ lobte, wird der Nachfolger scharf kritisiert. Es wird sich geäußert, dass der Film „keine kluge Allegorie“ sei, „sondern ein kruder Mischmasch halb garer Ideen, in dem nur Effekte und Kameraarbeit überzeugen“.
Peter Bradshaw von The Guardian bezeichnete den Film als „kompromisslos langweilig und sinnlos“. Kim Newman von Empire verlieh ihm vier Sterne und merkte an: „Auf seine fantastische Weise ist dies einer der glaubwürdigsten, pointiertesten und nüchternsten Filme über die Kriege des 21. Jahrhunderts.“ Neil Smith von Total Film verlieh dem Film drei von fünf Sternen und urteilte: „Monsters: Dark Continent ist ambitioniert inszeniert und beeindruckend gedreht und macht einen mutigen Versuch, ein Franchise aufzubauen, aber es fehlt ihm die Vision und Überraschung seines Vorgängers.“ Peter Debruge von Variety nannte es „einen anstrengend übertriebenen Kriegsfilm“.
Auf Rotten Tomatoes hat der Film eine schwache Wertung von 17 % bei 35 Reviews. Im Audience Score der Seite kommt er bei über 2.500 Bewertungen auf eine ebenfalls katastrophale Wertung von 16 %. In der Internet Movie Database hat der Film bei über 10.600 Stimmenabgaben eine Wertung von 4,3 von 10,0 möglichen Sternen.